# Cheval fiscal
Ne doit pas être confondu avec le cheval vapeur, abrégé ch
Pour les articles homonymes, voir cheval et CV.
Le cheval fiscal, noté cv ou CV en droit fiscal, est utilisé dans certains pays pour l'établissement des certificats d'immatriculation. C'est une unité administrative calculée, en partie, à partir de la puissance d'un moteur et à partir de laquelle est déterminé le montant de la taxe sur les certificats d'immatriculation susceptible d'être due lors de l'immatriculation d'un véhicule.
En France, le nombre de chevaux fiscaux d'un véhicule est indiqué sur le certificat d'immatriculation à la rubrique P.6.

## Automobile

### Belgique
En Belgique, la puissance fiscale dépend de la cylindrée du moteur, exprimée en cm3.
1 cheval fiscal par tranche de 200 cm3 :
- De 0 à 750 : 4
- De 751 à 950 : 5
- De 951 à 1 150 : 6
- De 1 151 à 1 350 : 7
- De 1 351 à 1 550 : 8
- De 1 551 à 1 750 : 9
- De 1 751 à 1 950 : 10
- De 1 951 à 2 150 : 11
- De 2 151 à 2 350 : 12
- De 2 351 à 2 550 : 13
- De 2 551 à 2 750 : 14
- De 2 751 à 3 050 : 15
- De 3 051 à 3 250 : 16
- De 3251 à 3450 : 17
- De 8 851 à 9 050 : 40

### France
Le cheval fiscal figure sur les certificats d'immatriculation français (ex cartes grises). Les modalités de calcul ont changé plusieurs fois depuis 1956

#### France (depuis janvier 2020)
En France, depuis janvier 2020, la puissance fiscale ne dépend plus que de la puissance du moteur :
{\displaystyle P_{A}=0{,}00018\times P^{2}+0{,}0387\times P+1{,}34}
où :
- {\displaystyle P} désigne la puissance nette maximale, exprimée en kilowatts (kW). Cette valeur est indiquée sur le certificat d'immatriculation à la rubrique (P.2).
- {\displaystyle P_{A}} désigne la puissance administrative exprimée en chevaux fiscaux (CV), arrondie à l'entier le plus proche. Cette valeur est indiquée sur le certificat d'immatriculation à la rubrique (P.6)[3].

#### France (formule de 1998)
En juillet 1998, la puissance fiscale est définie à partir de la valeur normalisée d'émission de dioxyde de carbone (CO2) en grammes par kilomètre (g/km) et de la puissance maximale du moteur en kilowatts (kW). Si on note C la quantité de CO2 rejetée et P la puissance du moteur, alors :
{\displaystyle P_{A}={\frac {C}{45}}+\left({\frac {P}{40}}\right)^{1{,}6}}
PA désigne la puissance administrative exprimée en chevaux fiscaux (CV), arrondie à l'entier le plus proche. Cette valeur est indiquée sur le certificat d'immatriculation à la rubrique (P.6).
Le taux officiel d'émission de CO2, entrant en compte dans ce calcul, est établi lors de la réception communautaire du véhicule ; il figure sur le certificat de conformité européen.

#### France (formule de 1978)
Une circulaire du 23 décembre 1977 entre en application le 1er janvier 1978. Le calcul de la puissance administrative s'effectue dès lors de la manière suivante :
{\displaystyle P=m\left(0{,}0458\ {\frac {C}{K}}\right)^{1{,}48}}
où :
- {\displaystyle P} = puissance administrative (ou fiscale)
- {\displaystyle m} = coefficient de 1 pour l'essence et 0,7 pour le gazole
- {\displaystyle C} = cylindrée du moteur en centimètres cubes
- {\displaystyle K} = paramètre exprimant la transmission du mouvement et s'obtient en calculant « la moyenne arithmétique pondérée des vitesses exprimées en kilomètres par heure, théoriquement atteintes par le véhicule au régime du moteur de mille tours par minute pour les différents rapports de la boîte de vitesses en marche avant ».

Calcul de K : (Annexe)
Dans cette partie, les valeurs k1, k2... , kn correspondent à la vitesse théoriquement atteinte par le véhicule au régime du moteur de 1 000 tr/min au 1er, 2e... , n-ième rapport de démultiplication en marche avant.
1. Cas d'une boîte de vitesses mécanique dont le nombre de rapports en marche avant est inférieur ou égal à quatre :
K est égal à la moyenne arithmétique des vitesses, soit dans le cas d'une boîte de vitesses à quatre rapports en marche avant :
{\displaystyle K={\frac {k1+k2+k3+k4}{4}}}
2. Cas d'une boîte de vitesses mécanique dont le nombre de rapports en marche avant est égal à cinq :

  - Si k5 est inférieur ou égal à 1,25 k4 :
{\displaystyle K={\frac {k1+k2+k3+k5}{4}}}
  - Si k5 est supérieur à 1,25 k4 :
{\displaystyle K={\frac {k1+k2+k3+1{,}25\ k4}{4}}}
3. Cas d'une boîte de vitesses mécanique à quatre rapports en marche avant et comportant un dispositif de surmultiplication agissant sur un ou plusieurs rapports.
Seule la surmultiplication agissant sur le quatrième rapport (correspondant à la vitesse non surmultipliée la plus élevée) est retenue. La boîte de vitesses est alors considérée comme une boîte à cinq rapports et les formules A ou B du paragraphe 2 ci-dessus sont applicables.
4. Cas d'une boîte de vitesses automatique ou semi-automatique comportant deux rapports en marche avant :
{\displaystyle K={\frac {k1+k2}{2{,}7}}}
5. Cas d'une boîte de vitesses automatique ou semi-automatique comportant trois rapports en marche avant :
{\displaystyle K={\frac {k1+k2+k3}{3{,}48}}}
6. (Circulaire du 15 avril 1983)[6] Cas d'une boîte de vitesses automatique ou semi-automatique comportant quatre rapports en marche avant :
  - Si k4 est inférieur ou égal à 1,4 k3 : 
{\displaystyle K={\frac {k1+k2+k4}{3{,}48}}}
  - Si k4 est supérieur ou égal à 1,4 k3 : 
{\displaystyle K={\frac {k1+k2+1{,}4\ k3}{3{,}48}}}
7. Cas d'une transmission automatique à variation continue du rapport de démultiplication :
{\displaystyle K={\frac {km+kM}{2{,}3}}}
où km et kM désignent les vitesses théoriquement atteintes à 1 000 tours par minute par le véhicule correspondant aux deux rapports extrêmes qui délimitent la plage de variation du système.

Par cette formule, le moteur Diesel en France a été avantagé aux dépens du moteur à essence. Il l’était encore avec la formule en vigueur de 1998 à 2019, car le rejet de CO2 dans l'atmosphère par un moteur Diesel est inférieur à celui d'un moteur à essence pour une même puissance, en dépit du fait que le gazole rejette des gaz NOx et des particules imbrûlées de façon plus importante que l'essence[réf. nécessaire].

#### France (formule de 1956)
D'après une circulaire du 28 décembre 1956, le nombre de chevaux fiscaux se définissait ainsi : 
{\displaystyle P=K\times n\times D^{2}\times L\times \omega }
où :
- {\displaystyle P} = puissance administrative (ou fiscale)
- {\displaystyle n} = nombre de cylindres
- {\displaystyle D} = alésage en centimètres
- {\displaystyle L} = course des pistons en centimètres
- {\displaystyle \omega } = vitesse de rotation en tours par seconde
- {\displaystyle K} = 0,00015

Pour ω on prendra 1 200 tr/min (donc ω = 20) si la masse du châssis nu est inférieure à 2 250 kg et 1 800 tr/min (donc ω = 30) sinon.
Toutefois pour les châssis de masse comprise entre 1 250 kg et 2 250 kg, on prendra ω = 30 si le châssis est destiné à une carrosserie de tourisme et ω = 25 si transport public commun ou marchandises.
P est à multiplier par 0,7 pour une motorisation Diesel.
Mais selon une commission, le calcul pouvait être résumé ainsi :
{\displaystyle P=C\times K}
où :
- {\displaystyle P} = puissance administrative (ou fiscale)
- {\displaystyle C} = cylindrée en litre (1 L = 1 000 cm3)
- {\displaystyle K} = coefficient qui est égal à 5,7294 pour les motorisations essence et 4,0106 pour les motorisations Diesel

### Grande-Bretagne
La taxe sur la puissance RAC fut établie en 1910 par le RAC (Royal Automobile Club) à l'invitation du gouvernement. La formule est :
{\displaystyle {\text{RAC h.p.}}={\frac {2}{5}}D^{2}n}
où D est le diamètre (ou l'alésage) du cylindre en pouces et n est le nombre de cylindres 
La formule se calcule à partir de la surface du piston (elle dépend donc de l'alésage). Le facteur 2/5 tient compte de caractéristiques communes aux moteurs de l'époque, comme la pression moyenne dans le cylindre de 90 psi (6,2 bar) et une vitesse maximale du piston de 1 000 pieds par minute (cinq mètres par seconde).

Le système introduisit une taxation peu progressive destinée à taxer plus les voitures chères, mais était aussi destiné à protéger l'industrie automobile domestique des importations, spécialement la Ford T. Les méthodes de production de masse appliquées par Henry Ford rendaient en effet cette voiture concurrente de modèles britanniques plus petits, moins puissants et moins durables. En 1912, Ford ouvrit une usine à Manchester afin de produire des modèles T et de contourner les taxes d'importation qui avaient alors gonflé les prix des voitures étrangères. Avec la formule du RAC, la modèle T devint une 22 'chevaux fiscaux', beaucoup plus chère à l'usage que ses rivales Britanniques de même prix.

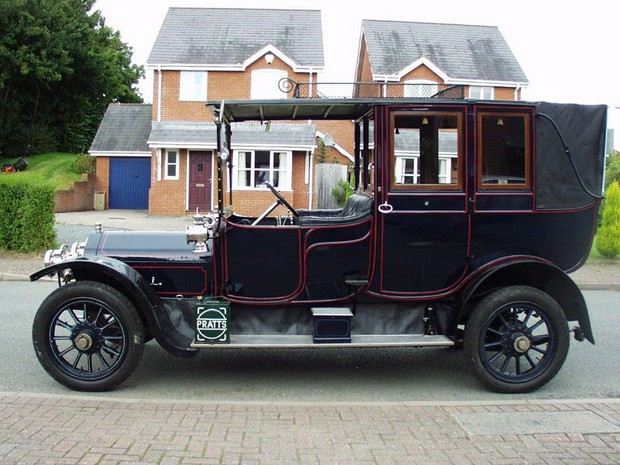
Wolseley 16-20 de 1912. Voyez aussi la Vauxhall 30-98 de 1913 et beaucoup d'autres

Au départ, le classement RAC était généralement représentatif de la puissance de freinage des voitures, mais avec l'évolution des technologies dans les années 1920 et 1930, ces deux chiffres se mirent à diverger sensiblement, avec des moteurs produisant plus de puissance que le classement RAC (et le nom de la voiture) ne le suggérait : l'Austin 7 de 1924 produisait une puissance de freinage de 10,5 cv, soit cinquante pour cent de plus que son classement officiel.
Il était commun que le nom d'un modèle inclut la puissance fiscale et la puissance réelle, comme la Wolseley 14/60 et l'Alvis 12/70 de 1938 - notez que le moteur Alvis est plus puissant que le Wolseley mais se trouve dans un classement RAC inférieur et est donc moins taxé. En 1928, la Standard Flying Twelve, une berline moyenne typique, produisait 44 cv avec un moteur de 1,6 litre soit quatre fois la puissance suggérée par le système RAC, malgré le fait que les constructeurs se soient trouvés contraints de produire des moteurs à vitesse de rotation peu élevée, à alésages courts et courses longues afin de rester dans des taxations raisonnables. Ces moteurs produisaient en conséquence beaucoup de couple à bas régime.

### Suisse
En Suisse, la notion de cheval fiscal n'existe pas en tant que telle.
Les critères utilisés pour déterminer l'impôt sur les véhicules dépendent du type de véhicule et du canton d'immatriculation. Dans le canton de Vaud, par exemple, l'impôt pour les voitures de tourisme est calculé à partir du poids et de la puissance du véhicule, avec des réductions possibles en fonction des émissions de CO2.
La notion de cheval fiscal apparaît néanmoins sur certains contrats d'assurance. Elle fait probablement partie des moyens utilisés par l'assureur pour déterminer le montant des primes.[Quoi ?]

## Deux-roues

### France
Texte du 29 février 1980 du Journal officiel pour le calcul de la puissance administrative ou fiscale des deux-roues motorisés :
« Paragraphe II de la circulaire du 28 décembre 1956 modifiée relative à l'évaluation de la puissance administrative des différentes catégories de véhicules qui indiquent que :
1 CV correspond à une cylindrée inférieure ou égale à 125 cm3 ;
2 CV à une cylindrée supérieure à 125 cm3 sans excéder 175 cm3 ;
3 CV à une cylindrée supérieure à 175 cm3 sans excéder 250 cm3 ;
4 CV à une cylindrée supérieure à 250 cm3 sans excéder 350 cm3 ;
5 CV à une cylindrée supérieure à 350 cm3 sans excéder 500 cm3.
Au-dessus de 500 cm3, il n'y a plus de problème d'interprétation. il convient d'ajouter 1 CV par fraction de 125 cm3 supplémentaire.

Remarque : depuis avril 2016, la puissance des motos n'est plus limitée à 73,6 kW (100 ch). »
— Extrait du Journal officiel de la République française - 29 février 1980
| Cylindrée cm3 de | Sans atteindre | Puissance fiscale CV |
| ---------------- | -------------- | -------------------- |
| 0                | 125            | 1                    |
| 125              | 175            | 2                    |
| 175              | 250            | 3                    |
| 250              | 350            | 4                    |
| 350              | 500            | 5                    |
| 500              | 625            | 6                    |
| 625              | 750            | 7                    |
| 750              | 875            | 8                    |
| 875              | 1 000          | 9                    |
| 1 000            | 1 125          | 10                   |
| 1 125            | 1 250          | 11                   |
| 1 250            | 1 375          | 12                   |
| 1 375            | 1 500          | 13                   |
| 1 500            | 1 625          | 14                   |
| 1 625            | 1 750          | 15                   |
| 1 750            | 1 875          | 16                   |

## Classement des régions françaises en fonction du prix du cheval fiscal en 2014
Les certificats d'immatriculation des véhicules automobiles et de tous autres véhicules à moteur donnent lieu au paiement d'une taxe proportionnelle dont le taux unitaire par cheval fiscal, arrêté par la région ou la collectivité territoriale de Corse, est déterminé chaque année par délibération du conseil régional ou de l'assemblée de Corse.
| Classement | Nom de la région           | Prix du cheval fiscal 2014 |
| ---------- | -------------------------- | -------------------------- |
| 1          | Corse                      | 27 €                       |
| 2          | Martinique                 | 30 €                       |
| 3          | Picardie                   | 33 €                       |
| 4          | Midi-Pyrénées              | 34 €                       |
| 5          | Basse-Normandie            | 35 €                       |
| 6          | Champagne-Ardenne          | 35 €                       |
| 7          | Haute-Normandie            | 35 €                       |
| 8          | Aquitaine                  | 36 €                       |
| 9          | Franche-Comté              | 36 €                       |
| 10         | Alsace                     | 36,5 €                     |
| 11         | La Réunion                 | 39 €                       |
| 12         | Guadeloupe                 | 41 €                       |
| 13         | Poitou-Charentes           | 41,8 €                     |
| 14         | Limousin                   | 42 €                       |
| 15         | Centre                     | 42,45 €                    |
| 16         | Guyane                     | 42,5 €                     |
| 17         | Rhône-Alpes                | 43 €                       |
| 18         | Languedoc-Roussillon       | 44 €                       |
| 19         | Auvergne                   | 45 €                       |
| 20         | Lorraine                   | 45 €                       |
| 21         | Nord-Pas-de-Calais         | 45 €                       |
| 22         | Bretagne                   | 46 €                       |
| 23         | Île-de-France              | 46,15 €                    |
| 24         | Pays de la Loire           | 48 €                       |
| 25         | Bourgogne                  | 51 €                       |
| 26         | Provence-Alpes-Côte d'Azur | 51,2 €                     |